# Sid Grossman
Sid Grossman (Manhattan, Nueva York, 25 de junio de 1913 - Provincetown, Massachusetts, 31 de diciembre de 1955) fue un fotógrafo, profesor y activista social estadounidense.

## Biografía
Durante su juventud asistió al City College de Nueva York, época durante la cual se unió al club de fotográfico y comenzó a trabajar como reportero gráfico independiente. En 1936 funda junto a Sol Libsohn la Photo League, una cooperativa de fotógrafos con una serie de planteamientos sociales y estéticos en común.
Se alistó el 6 de marzo de 1943 y sirvió en el Sexto Ejército en Panamá durante la Segunda Guerra Mundial. Sus fotografías de 1940 sobre la actividad sindical fueron investigadas por el FBI y llevaron a la inclusión en la lista negra de la Photo League en 1947, calificándola de «comunista». En 1949 abrió una escuela de fotografía en Provincetown, Massachusetts, aunque continuó viviendo y enseñando en Nueva York durante temporadas cada año. Grossman se casó dos veces, primero con Marion Hille y después con Miriam Grossman.
Murió de un ataque al corazón el 31 de diciembre de 1955 en Provincetown. Su libro, Journey to the Cape, en coautoría con Millard Lampell, se publicó póstumamente, en 1959.